# Ponoviče
Ponoviče este o localitate din comuna Litija, Slovenia, cu o populație de 174 de locuitori.